# Спаське (Грязовецький район)
Спа́ське (рос. Спасское) — присілок у складі Грязовецького району Вологодської області, Росія. Входить до складу Сидоровського сільського поселення.

## Населення
Населення — 288 осіб (2010; 326 у 2002).
Національний склад (станом на 2002 рік):
- росіяни — 97 %